# Blindia immersa
Blindia immersa là một loài rêu trong họ Seligeriaceae. Loài này được (E.B. Bartram & Dixon) Sainsbury mô tả khoa học đầu tiên năm 1952.